# Bellonia spinosa
Bellonia spinosa är en tvåhjärtbladig växtart som beskrevs av Olof Swartz. Bellonia spinosa ingår i släktet Bellonia och familjen Gesneriaceae. Inga underarter finns listade i Catalogue of Life.